# Guillem Lluís de Nassau-Saarbrücken
Guillem Lluís de Nassau-Saarbrücken (en alemany Wilhelm Ludwig von Nassau-Saarbrücken) (Ottweiler, 18 de desembre de 1590 - Metz, 22 d'agost de 1640) va ser un noble alemany, fill del comte Lluís II de Nassau-Weilburg (1565-1627) i d'Anna Maria de Hessen-Kassel (1567-1626).
Després de ser educat a Metz entre el 1609 i el 1614 va completar la seva educació amb un viatge a França, els Països Baixos i Anglaterra. En 1616 es va convertir en corregent amb el seu pare, el qual va morir el 1627, moment en què Guillem Lluís va haver de fer de tutor dels seus germans petits. El 29 de gener de 1629 l'herència del seu pare es va dividir i ell va rebre el comtat de Saarbrücken, Ottweiler, la Batllia d'Herbitzheim, i la comuna de Saarwellingen. El seu germà Joan va rebre Idstein, Wiesbaden i Sonnenberg.
Poc després, el 2 de març de 1629, l'emperador Ferran II va promulgar l'Edicte de Restitució, pel qual les propietats eclesiàstiques que havien estat confiscades després de 1552 en la Pau de Passau, havien de ser retornades. Amb base a aquest decret, els Prínceps Bisbes de Mainz i Trier van reclamar una part substancial dels béns dels germans Nassau. El Tribunal d'Apel·lacions va resoldre el 7 de juliol de 1629 que la ciutat i el comtat de Saarwerden i Bockenheimer i Wieberstweiler eren feus de Metz i, per tant, havien de ser retornats a Lorena, mentre que la familia Nassau podia mantenir la resta dels seus dominis. El duc de Lorena, però, va prendre possessió de la totalitat de la Província de Saarwerden i el Senyoriu de Herbitzheim. Guillem Lluís va apel·lar i la seva apel·lació va ser reconeguda el 27 de juliol de 1630 a Estrasburg.
A finals de 1631, el rei Gustau II Adolf de Suècia i el seu exèrcit van arribar a la Renània, recolzat per Guillem Lluís que declarava així la guerra a l'emperador. El mateix Guillem Lluís va servir com a tinent coronel en el regiment de cavalleria de Rhinegrave i va lluitar amb ells a l'Alt Rhin.
L'agost de 1633, l'exèrcit suec va atacar el comtat de Saarwerden, que encara estava ocupat per Lorena. El comtat va ser conquerit, però no es retornà als Nassau. El 7 de juny de l'any següent va segellar l'aliança amb França.
Finalment, però les tropes imperials ocuparen els dominis de Nassau que forem lliurats al duc de Lorena. No seria fins després de la seva mort que la seva vídua va poder retornar a Saarbrücken.

## Matrimoni i fills
El 26 de novembre de 1615 es va casar amb Anna Amàlia de Baden-Durlach (1595-1651), filla de Jordi Frederic de Baden-Durlach (1573-1638) i de Juliana Úrsula de Salm Neufville (1572-1614). El matrimoni va tenir dotze fills:
- Anna Juliana (1617-1667), casada amb el comte palatí Frederic de Zweibrücken (†1661).
- Maurici, nascut i mort el 1618.
- Carlota (1619-1687), casada amb el comte Lluís de Leiningen-Westerburg (†1688)
- Carles (1621-1642)
- Anna Amàlia (1623-1695)
- Joan Lluís (1625-1690), casat amb Dorotea de Birkenfeld-Bischweiler (1634-1715).
- Elisabet Sibil·la (1626-1627)
- Maria Sibil·la (1628-1699), casada amb August Felip de Schleswig-Holstein-Sonderburg-Beck (1628-1699).
- Jordi Frederic, nascut i mort el 1630.
- Gustau Adolf (1632-1677), casat amb Elionor Clara de Hohenlohe-Neuenstein (1632-1709).
- Jordi Frederic (1633-1635).
- Wolrad (1635-1702), casat amb Caterina de Croy-Roeulx (1637-1686).